# 会厌
会厌（epiglottis、會厭軟骨）是覆盖了一层黏膜组织的软骨，和舌根部相连，位于舌头及舌骨稍微偏上的后方。人们通常容易将会厌或者扁桃体这两个词误认为是小舌。

## 解剖学及功能
会厌形状如同一带柄的树叶，柄部在下。其扼守着声门的入口，而声门指的是喉咙中声带之间的位置。在平常呼吸的时候，会厌会朝上打开（柄在下，叶在上），露出声门，此时其下半部是咽的一部分。但在吞咽的时候，则因为舌骨的提升而导致会厌下降并盖住喉咙，此时其上半部为咽的一部分。这种行为可以阻止食物被错误的投递入气管当中，而是被正确的投递到咽喉中处于后半部分咽后面的食管当中。

## 医学意义

### 反射作用
到达会厌上部的舌咽神经纤维，会发起强烈的呕吐反射。而到达其下部的迷走神经喉分支则会发起咳嗽反射。

### 感染
小孩偶然会因为气管感染流感嗜血杆菌或链球菌而导致会厌上的严重炎症反应，这成为会厌炎。

## 更多图片

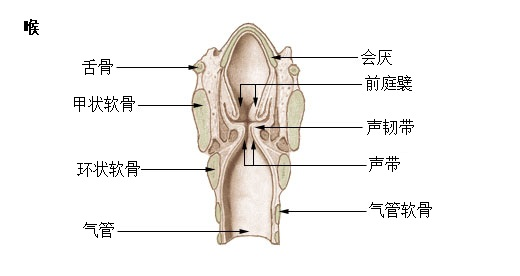
喉咙
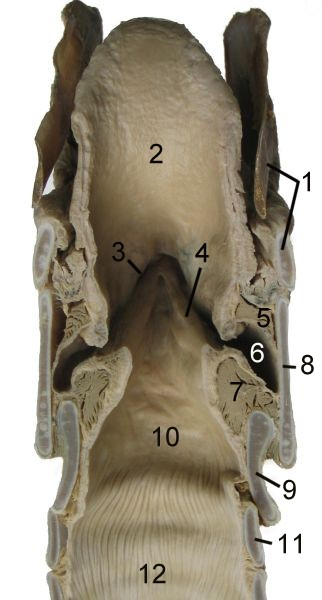
马喉咙纵切面
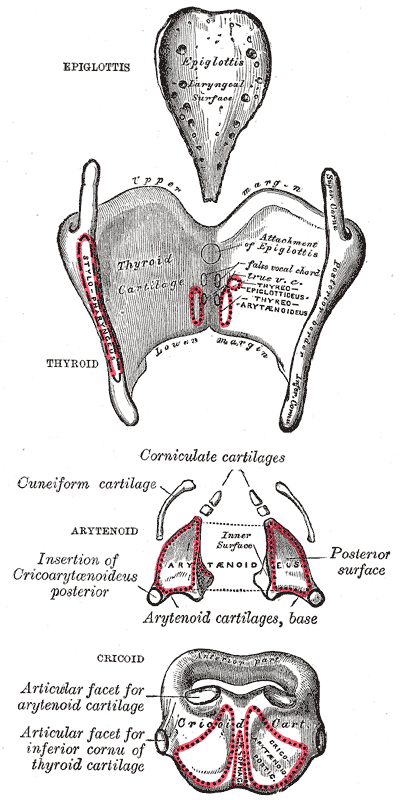
喉咙软骨后视图
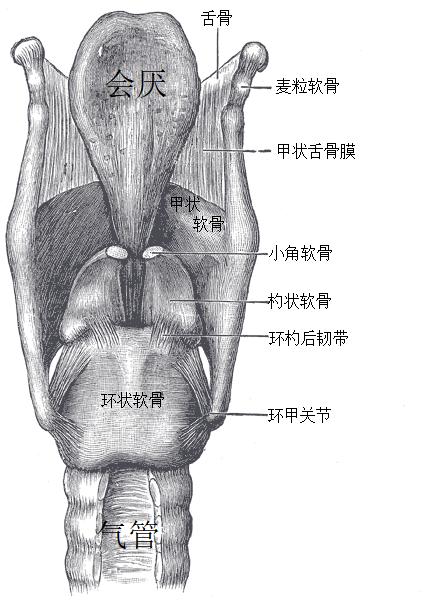
喉咙韧带后视图
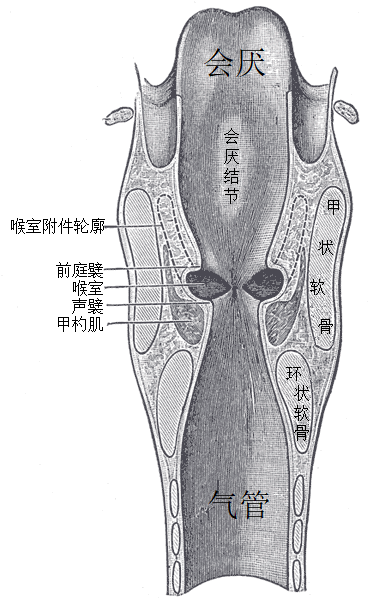
喉咙顶部及气管上部
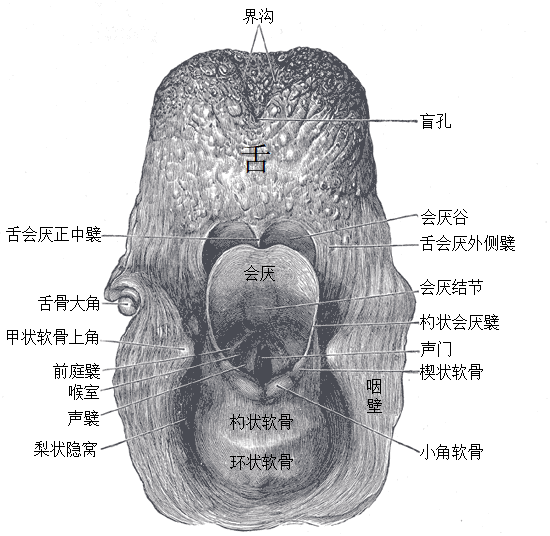
喉咙入口后视图
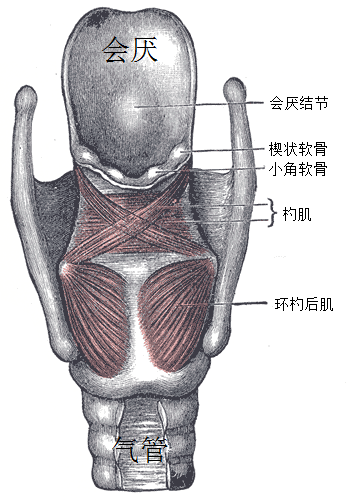
喉咙肌肉后视图
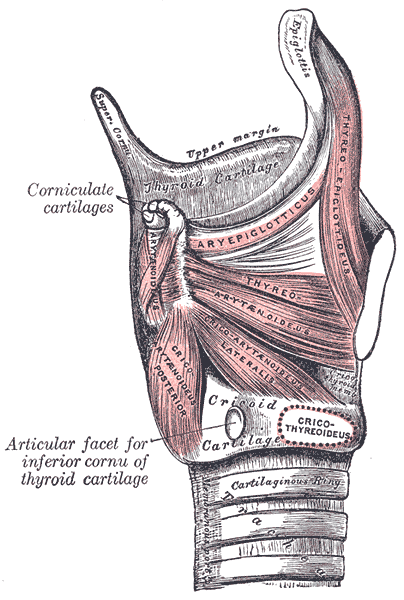
移除甲状软骨后的喉咙肌肉側視圖
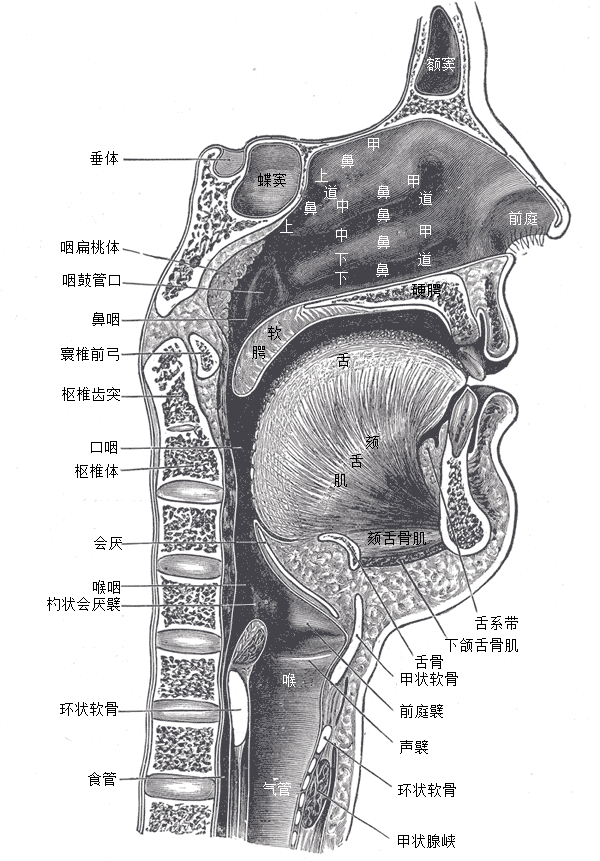
口鼻咽喉的斜切图
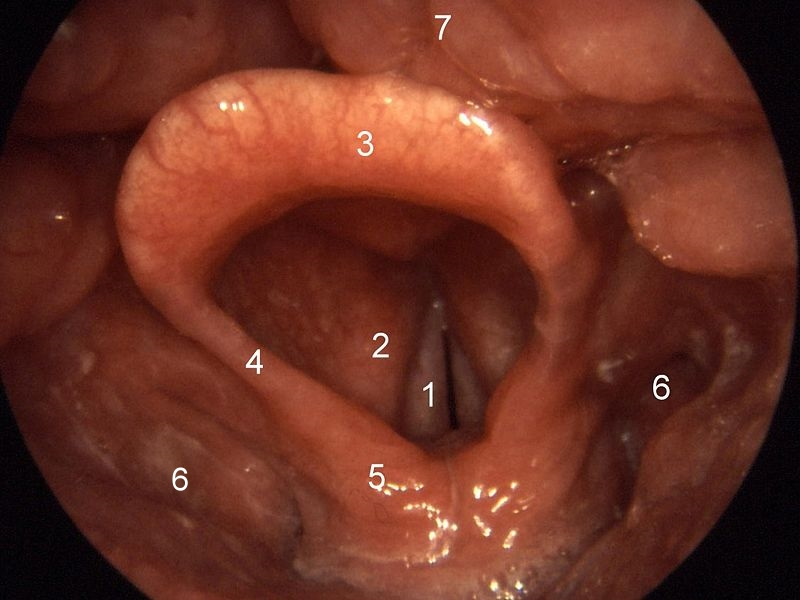

- 喉咙. 1=声带, 2=前庭倍, 3=会厌, 4=会厌皱襞, 5=勺状软骨, 6=窦梨状肌, 7=舌背部

## 引用
本條目包含來自屬於公共領域版本的《格雷氏解剖學》之內容，而其中有些資訊可能已經過時。
1. ↑  Stevenson, Roger E. . Oxford [Oxfordshire]: Oxford University Press. 2006. ISBN 0-19-516568-3.
2. ↑  .   [2009-09-25]. （原始内容存档于2008-10-09）.
3. ↑  April, Ernest. Clinical Anatomy, 3rd ed. Lippincott, Williams, and Wilkins.